# Gasteizko Gaztetxea

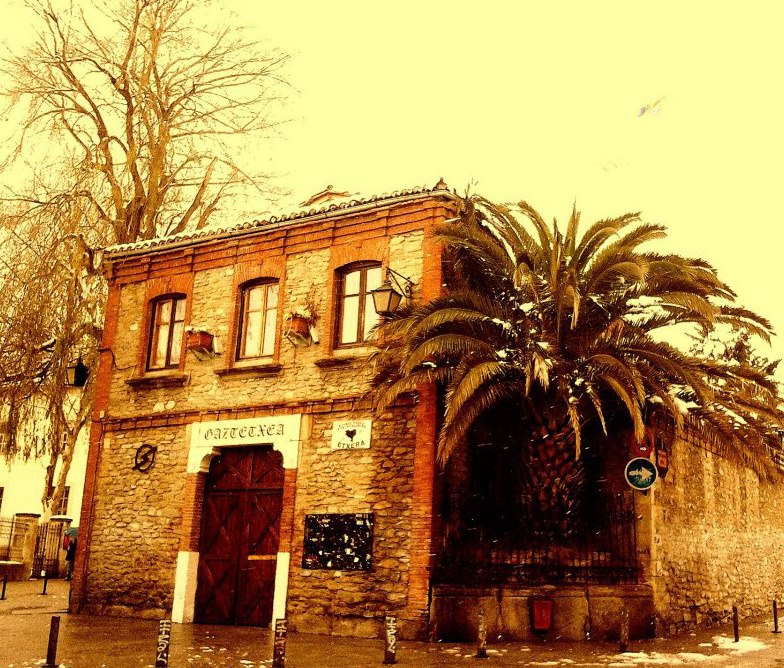
Gasteizko Gaztetxea.

Gasteizko Gaztetxea es un gaztetxe («centro social okupado» en euskera) situado en el Casco Viejo de Vitoria, capital de Álava en el País Vasco (España). Está gestionado por la Gazte Asanblada («Asamblea de Jóvenes»).  
El gaztetxe inició su actividad el 28 de abril de 1988 con la ocupación del edificio y comienzo de su rehabilitación. Desarrolla diversas actividades sociales y culturales  de una forma autogestionada dirigidas a un sector joven con conciencia social y alternativa. Desde su okupación ha superado varios intentos por parte de las autoridades municipales de Vitoria para su desaparición.

## Historia
En 1986 nació la Asociación Cultural de la Zapa, en torno a la calle Zapatería de la capital alavesa. Esta asociación organizaba conciertos, exposiciones, actos de protesta por diferentes causas sociopolíticas. En el otoño de 1987, tras un verano conflictivo, se empezó a juntar un grupo pequeño joven autónomo-libertario con intención de reflexionar sobre la situación de los jóvenes de Vitoria. En torno a estas reflexiones sacaron dos conclusiones y motivaciones: 
- El paso «represivo» de la Policía Municipal de Vitoria al trabajar conjuntamente con el Cuerpo Nacional de Policía.
- La necesidad de organizarse ante las situaciones que les afectaban directamente a los y las jóvenes gasteiztarras:

El elevado coste de la vivienda, lo que imposibilitaba la posibilidad de conseguir una por parte de los jóvenes.
La falta de tener un local autogestionado, movimiento que acababa de empezar en el País Vasco.

### Asamblea Juvenil de Vitoria
Esta idea al principio solo se propagó entre la gente cercana al movimiento impulsándose, más adelante,  la participación de cualquier persona. Se comenzaron a realizar reuniones, convocadas mediante carteles en las calles, todos los sábados a las seis de la tarde en el local de la junta de desempleados de Zaramaga cuyo participación fue aumentando tras varias semanas de asambleas. A raíz de estas reuniones se constituyó la Asamblea Juvenil de Vitoria.

### Actividades «pre-okupación»
Enseguida se vio la necesidad de sacar a la calle sus reivindicaciones mediante los medios de comunicación. Tras este trabajo empezaron a plantearse acciones para la denuncia y concienciación:
- Mandar continuamente comunicados a los distintos medios de comunicación.
- Charlas informativas.
- El 13 de febrero de 1988 se hizo un pasacalle reivindicando la necesidad de un gaztetxe en Vitoria.
- Se okupó de manera simbólica el local de la asociación de vecinos Gasteiz Txiki.
- El 24 de febrero de 1988 se presentó oficialmente la asamblea juvenil de Vitoria.
- Debido a unas cartas que aparecieron publicadas en varios medios de comunicación la asamblea se planteó la opción de presentar una moción en el Ayuntamiento, reivindicando la necesidad de que cada barrio tuviera su local con un funcionamiento libre, autogestionado, abierto a diferentes colectivos, sin horarios ni director y sin ningún tipo de clase policial.
- Debido a varios problemas con la moción se decidió adelantar la idea de okupar y se empezaron a barajar distintos locales.

### El nacimiento del Gaztetxe de Vitoria
El 28 de abril de 1988 sobre la una del mediodía atraídos por unos pasquines, 250-300 personas se juntaron y comenzaron una manifestación que comenzó en Fariñas y que acabaría con la okupación de lo que hoy en día conocemos como Gasteizko Gaztetxea. Ese día un número similar de voluntarios se juntaron para realizar obras, limpieza, etc., en la casa del jardinero propiedad del obispo de Vitoria. Se sacaron cientos y cientos de kilos de basura del interior y se crearon distintos sistemas de resistencia. Las primeras semanas a las noches se quedaban unas 20 personas a dormir ante el altísimo riesgo de desalojo. Durante el primer mes se realizaban reuniones todos los días. Las visitas de la Policía eran diarias pero ante la magnitud de gente congregada no se atrevían a realizar ninguna acción.

## Cuatro etapas

### Primera
En el primer año y medio se llevaron a cabo muchas actividades, a diario había algún concierto, exposición, charla...
Pero también fue una mala época el inicio en el casco viejo de Vitoria (como en todo el País Vasco), debido en gran parte a la heroína entre los y las jóvenes. En la asamblea visto que la droga no sólo era un problema personal sino que era un problema social decidió crear una comisión en contra del tráfico de drogas en el casco viejo, lo que llevó a que vecinos y vecinas del barrio empezaran a ver con buenos ojos el gaztetxe ya que la situación mejoró considerablemente.

### Segunda
Según avanzaba el tiempo las asambleas se volvían cada vez más conflictivas ya que había gente que con puntos de vista más individualistas, fue entonces cuando se empezó a discutir sobre si el gaztetxe era una casa okupada o un local para los diferentes colectivos.
Comentar que pese a los conflictos internos que pudiera haber debido a cuestiones relacionadas con política y cultura, no pararon de trabajar. Al final esas tensiones llevaron a que alrededor de 30 personas abandonaran las asambleas.

### Tercera
En esta etapa se calmó la situación y empezó la etapa de transición: volvieron algunas personas que se habían marchado dos años antes y se hizo un gran trabajo y esfuerzo con gente nueva, los mayores daban explicaciones sobre el funcionamiento y organización a jóvenes que empezaban su andadura por el gaztetxe.
En esta época hubo varios contactos y reuniones con el ayuntamiento para hablar sobre las intenciones que tenían. Donde estaba situada la casa okupa se quería hacer un aparcamiento y para esto había que echar la casa abajo. Se les ofreció otro lugar en la calle Correría y fue entonces cuando comenzaron largas discusiones internas en las que se diferenciaron dos grupos; los que estaban dispuestos a darlo todo por el gaztetxe y por otro lado, los que creían que el Ayuntamiento tenía todos los medios necesarios para un desalojo. Esta última idea fue la más respaldada por lo que se llegó a un acuerdo con el Ayuntamiento para conseguir otro local, pero cuando parecía que todo estaba listo es cuando empezaron las quejas de vecinos. Es por esto que el alcalde Jose Ángel Cuerda comunica que se realizara la búsqueda de otro lugar en el Casco Viejo, pero las cosas se quedaron como estaban. Por último comentar que gracias a estos contactos con el Ayuntamiento se consiguió dar servicio de agua en el gaztetxe.

### Cuarta
Esta última etapa se lleva a cabo en torno a 1994 con la entrada de una nueva generación. El Ayuntamiento parece que se ha olvidado de ellos y sin dejar de lado las dinámicas que llevaban diariamente deciden también trabajar otras áreas como la lucha de los presos. En estos últimos años se divide en dos campos el trabajo: por una parte, labores de mantenimiento de la casa y por el otro lado, trabajo sociopolítico y cultural.